# CEV Challenge Cup 2015–2016 (damer)
CEV Challenge Cup 2015-2016 utspelade sig mellan 10 november 2015 och 3 april 2016. Det var den 36:e upplagan av CEV Challenge Cup, arrangerad av Confédération Européenne de Volleyball. I turneringen deltog 46 lag. CSM București vann tävlingen för första gången.

## Regelverk
Tävlingen spelas i cupformat, med en kvalificeringsrunda "andra omgången" och därefter spel från sextondelsfinaler och vidare steg för steg till final. Alla möten spelades som dubbelmöten (hemma och borta). Poäng fördelades enligt vanliga volleybollregler (3 poäng för vinst 3-0 eller 3-1 i set, 2 poäng för vinst 3-2 i set, 1 poäng för förlust 2-3 i set och 0 poäng för förlust 1-3 eller 0-3 i set). Om bägge lagen fick lika många poäng avgjordes mötet med ett golden set).

## Deltagande lag
| - UVC Graz - Schwechat Post - TI-Volley - Asterix Kieldrecht - Charleroi Volley - Hermes Volley Oostende - VK Minsk - ŽOK Jedinstvo Brčko - Apollon Limassol - HAOK Mladost - OK Poreč - Kohila VK | - HPK Naiset - Woman Volley - Béziers Volley - Volley-Ball Nantes - Saint-Cloud Paris Stade Français - Rote Raben Vilsbiburg - 1. VC Wiesbaden - AEK - Olympiakos SFP - Pannaxiakos AON - Hapoel Kfar Saba - Maccabi Haifa | - KV Srbica - RSR Walfer - Stod IL - Team Eurosped - Sliedrecht Sport - VC Sneek - AVC Famalicão - VK Královo Pole - VK UP Olomouc - CSM București - CSM Târgoviște - VK Zaretje Odintsovo | - Jedinstvo Stara Pazova - CV Logroño - Volleyball Franches-Montagnes - NUC Volleyball - Sm'Aesch Pfeffingen - Bursa BBSK - İdmanocağı SK - Gödöllõ RC - Női RKE Nyíregyháza - Vasas SC |

## Turneringen

### Andra omgången

#### Match 1
| - Speltid 0 - Åskådare 0                                                                     | Bursa BBSK             | -     | -                             | -                                 |
| 12 november 2015 Dom odbojke Bojan Stranić, Zagreb Speltid 1h:15 - Åskådare 300              | HAOK Mladost           | 3 - 0 | Gödöllõ RC                    | 25-21, 25-15, 25-19               |
| 10 november 2015 Hall Omnisport New, Walferdange Speltid 1h:57 - Åskådare 700                | RSR Walfer             | 1 - 3 | TI-Volley                     | 25-23, 14-25, 14-25, 31-33        |
| 11 november 2015 Sporthal de Stoep, Sliedrecht Speltid 1h:49 - Åskådare 1 100                | Sliedrecht Sport       | 1 - 3 | Asterix Kieldrecht            | 25-23, 24-26, 13-25, 21-25        |
| 11 november 2015 Elite & Performance Sport Hall, Bukarest Speltid 1h:39 - Åskådare 400       | CSM București          | 3 - 1 | ŽOK Jedinstvo Brčko           | 19-25, 25-23, 25-12, 25-12        |
| 11 november 2015 Vasas Sportcsarnok, Budapest Speltid 1h:41 - Åskådare 200                   | Vasas SC               | 3 - 1 | UVC Graz                      | 25-9, 25-27, 25-22, 25-21         |
| 11 november 2015 Palace of Sports, Minsk Speltid 2h:06 - Åskådare 1 200                      | VK Minsk               | 3 - 2 | AEK                           | 27-25, 21-25, 17-25, 25-20, 15-7  |
| 11 november 2015 Pavilhão das Lameiras, Vila Nova Speltid 1h:28 - Åskådare 400               | AVC Famalicão          | 0 - 3 | Rote Raben Vilsbiburg         | 22-25, 24-26, 22-25               |
| 10 november 2015 Halle du Four a Chaux, Béziers Speltid 2h:06 - Åskådare 780                 | Béziers Volley         | 3 - 2 | Volleyball Franches-Montagnes | 25-14, 25-21, 21-25, 21-25, 15-8  |
| 11 november 2015 Trabzon 19 Mayıs Spor Salonu, Trzbzon Speltid 1h:09 - Åskådare 500          | İdmanocağı SK          | 3 - 0 | Pannaxiakos AON               | 25-13, 25-16, 25-12               |
| 18 november 2015 Green Hall, Kfar Saba Speltid 1h:48 - Åskådare 1 250                        | Hapoel Kfar Saba       | 3 - 0 | KV Srbica                     | 25-14, 25-10, 25-5                |
| 11 november 2015 Palacio de los Deportes de La Rioja, Logroño Speltid 1h:43 - Åskådare 1 200 | CV Logroño             | 2 - 3 | Sm'Aesch Pfeffingen           | 18-25, 25-22, 15-25, 25-23, 11-15 |
| 11 november 2015 Hala Sportova, Stara Pazova Speltid - Åskådare                              | Jedinstvo Stara Pazova | 3 - 1 | Női RKE Nyíregyháza           | 25-22, 18-25, 25-21, 25-20        |
| 11 november 2015 Johann-Pölz-Halle, Amstetten Speltid 1h:50 - Åskådare 60                    | Schwechat Post         | 3 - 1 | OK Poreč                      | 26-28, 25-17, 25-23, 25-13        |
| - Speltid 0 - Åskådare 0                                                                     | Stod IL                | 0 - 3 | Woman Volley                  | 0-25, 0-25, 0-25                  |
| - Speltid 0 - Åskådare 0                                                                     | -                      | -     | VK Zaretje Odintsovo          | -                                 |

#### Match 2
| - Speltid 0 - Åskådare 0                                                               | -                             | -     | Bursa BBSK             | -                                            |
| 25 november 2015 Szent Istvan Sporthall, Gödöllő Speltid 1h:19 - Åskådare 150          | Gödöllõ RC                    | 0 - 3 | HAOK Mladost           | 26-28, 15-25, 23-25                          |
| 24 november 2015 Universitätssporthalle, Innsbruck Speltid 1h:57 - Åskådare 500        | TI-Volley                     | 3 - 2 | RSR Walfer             | 25-17, 25-14, 21-25, 24-26, 15-6             |
| 25 november 2015 De Meerminnen, Beveren Speltid 1h:53 - Åskådare 375                   | Asterix Kieldrecht            | 3 - 2 | Sliedrecht Sport       | 25-19, 16-25, 19-25, 25-16, 15-11            |
| 25 november 2015 Sportska Dvorana Magnet, Brčko Speltid 1h:15 - Åskådare 550           | ŽOK Jedinstvo Brčko           | 0 - 3 | CSM București          | 14-25, 22-25, 15-25                          |
| 24 november 2015 Bluebox, Graz Speltid 1h:26 - Åskådare 400                            | UVC Graz                      | 0 - 3 | Vasas SC               | 18-25, 25-27, 24-26                          |
| 26 november 2015 Municipal Hall Aexandrou, Aten Speltid 1h:35 - Åskådare 800           | AEK                           | 0 - 3 | VK Minsk               | 18-25, 26-28, 25-27                          |
| 25 november 2015 Ballsporthalle, Vilsbiburg Speltid 1h:17 - Åskådare 1 064             | Rote Raben Vilsbiburg         | 3 - 0 | AVC Famalicão          | 25-18, 25-15, 28-26                          |
| 26 november 2015 Centre Sportif La Blancherie, Delémont Speltid 1h:09 - Åskådare 580   | Volleyball Franches-Montagnes | 3 - 0 | Béziers Volley         | 25-20, 25-16, 25-10                          |
| 25 november 2015 DAK Dimitrios Peristerakis, Nasso Speltid 1h:26 - Åskådare 250        | Pannaxiakos AON               | 0 - 3 | İdmanocağı SK          | 24-26, 19-25, 17                             |
| 24 november 2015 Pallati i Rinisë, Pristina Speltid 1h:27 - Åskådare 500               | KV Srbica                     | 0 - 3 | Hapoel Kfar Saba       | 16-25, 21-25, 23-25                          |
| 25 november 2015 MZH Löhrenacker, Aesch Speltid 1h:31 - Åskådare 920                   | Sm'Aesch Pfeffingen           | 3 - 1 | CV Logroño             | 18-25, 25-13, 25-15, 25-15                   |
| 26 november 2015 Bem József Általános Iskola, Nyíregyháza Speltid 1h:31 - Åskådare 450 | Női RKE Nyíregyháza           | 1 - 3 | Jedinstvo Stara Pazova | 11-25, 26-24, 14-25, 16-25                   |
| 25 november 2015 SRC Veli Jože, Parenzo Speltid 1h:59 - Åskådare 400                   | OK Poreč                      | 3 - 1 | Schwechat Post         | 25-22, 23-25, 25-14, 25-18 Golden set: 15-11 |
| - Speltid 0 - Åskådare 0                                                               | Woman Volley                  | 3 - 0 | Stod IL                | 25-0, 25-0, 25-0                             |
| - Speltid 0 - Åskådare 0                                                               | VK Zaretje Odintsovo          | -     | -                      | -                                            |

#### Kvalificerade lag
| - CSM București - Vasas SC - Bursa BBSK - Volleyball Franches-Montagnes - TI-Volley - Hapoel Kfar Saba - Asterix Kieldrecht - VK Minsk | - VK Zaretje Odintsovo - Sm'Aesch Pfeffingen - OK Poreč - Woman Volley - Jedinstvo Stara Pazova - İdmanocağı SK - Rote Raben Vilsbiburg - HAOK Mladost |

### Sextondelsfinaler

#### Match 1
| 8 december 2015 Bursa Atatürk Spor Salonu, Bursa Speltid 1h:16 - Åskådare 300            | Bursa BBSK                       | 3 - 0 | Apollon Limassol              | 25-12, 25-21, 25-17              |
| 8 december 2015 Palais des Sports de Beaulieu, Nantes Speltid 1h:16 - Åskådare 3 330     | Volley-Ball Nantes               | 3 - 0 | HAOK Mladost                  | 26-24, 25-14, 25-16              |
| 10 december 2015 Halle de Sports de la Riveraine, Neuchâtel Speltid 1h:14 - Åskådare 680 | NUC Volleyball                   | 3 - 0 | TI-Volley                     | 25-18, 25-18, 25-21              |
| 10 december 2015 Romema Sports Arena, Haifa Speltid 1h:18 - Åskådare 200                 | Maccabi Haifa                    | 0 - 3 | Asterix Kieldrecht            | 22-25, 19-25, 23-25              |
| 9 december 2015 Elite & Performance Sport Hall, Bukarest Speltid 2h:14 - Åskådare 300    | CSM București                    | 3 - 2 | VK Královo Pole               | 25-27, 23-25, 25-23, 25-18, 15-7 |
| 8 december 2015 Melina Merkourī Hall, Rentis Speltid 1h:07 - Åskådare 270                | Olympiakos SFP                   | 3 - 0 | Vasas SC                      | 25-15, 25-11, 25-15              |
| 9 december 2015 Sporthalle Einheit, Wiesbaden Speltid 1h:52 - Åskådare 850               | 1. VC Wiesbaden                  | 2 - 3 | VK Minsk                      | 22-25, 25-12, 25-20, 18-25, 6-15 |
| 10 december 2015 Ballsporthalle, Vilsbiburg Speltid 1h:14 - Åskådare 848                 | Rote Raben Vilsbiburg            | 0 - 3 | Charleroi Volley              | 17-25, 26-28, 13-25              |
| 9 december 2015 Mister V-Arena, Oostende Speltid 1h:19 - Åskådare 735                    | Hermes Volley Oostende           | 0 - 3 | Volleyball Franches-Montagnes | 21-25, 20-25, 17-25              |
| 9 december 2015 Trabzon 19 Mayıs Spor Salonu, Trabzon Speltid 1h:54 - Åskådare 650       | İdmanocağı SK                    | 3 - 1 | CSM Târgoviște                | 25-20, 25-18, 24-26, 25-23       |
| 9 december 2015 Kohila Sports Centre, Kohila Speltid 1h:40 - Åskådare 250                | Kohila VK                        | 3 - 1 | Hapoel Kfar Saba              | 25-20, 13-25, 25-14, 26-24       |
| 9 december 2015 MZH Löhrenacker, Aesch Speltid 1h:18 - Åskådare 1 050                    | Sm'Aesch Pfeffingen              | 3 - 0 | HPK Naiset                    | 25-22, 25-18, 25-21              |
| 9 december 2015 Salle Marcadet, Paris Speltid 1h:33 - Åskådare 200                       | Saint-Cloud Paris Stade Français | 3 - 1 | Jedinstvo Stara Pazova        | 18-25, 25-10, 25-19, 25-22       |
| 9 december 2015 Univerzita Palackého, Olomouc Speltid 1h:12 - Åskådare 700               | VK UP Olomouc                    | 3 - 0 | OK Poreč                      | 26-24, 25-18, 25-10              |
| 9 december 2015 IISPA Almelo, Almelo Speltid 1h:20 - Åskådare 400                        | Team Eurosped                    | 3 - 0 | Woman Volley                  | 25-16, 25-20, 25-23              |
| 8 december 2015 , Speltid 1h:03 - Åskådare 1 095                                         | VK Zaretje Odintsovo             | 3 - 0 | VC Sneek                      | 25-14, 25-12, 25-23              |

#### Match 2
| 9 december 2015 Bursa Atatürk Spor Salonu, Bursa Speltid 1h:08 - Åskådare 300        | Apollon Limassol              | 0 - 3 | Bursa BBSK                       | 12-25, 16-25, 12-25                          |
| 15 december 2015 Dom odbojke Bojan Stranić, Zagreb Speltid 1h:21 - Åskådare 365      | HAOK Mladost                  | 0 - 3 | Volley-Ball Nantes               | 21-25, 20-25, 17-25                          |
| 16 december 2015 Universitätssporthalle, Innsbruck Speltid 2h:06 - Åskådare 222      | TI-Volley                     | 2 - 3 | NUC Volleyball                   | 15-25, 20-25, 25-23, 31-29, 13-15            |
| 16 december 2015 De Meerminnen, Beveren Speltid 1h:19 - Åskådare 250                 | Asterix Kieldrecht            | 3 - 0 | Maccabi Haifa                    | 25-22, 25-17, 25-23                          |
| 15 december 2015 Městská Hala Vodova, Brno Speltid 1h:29 - Åskådare 150              | VK Královo Pole               | 0 - 3 | CSM București                    | 18-25, 21-25, 24-26                          |
| 16 december 2015 Vasas Sportcsarnok, Budapest Speltid 1h:38 - Åskådare 300           | Vasas SC                      | 1 - 3 | Olympiakos SFP                   | 25-22, 16-25, 17-25, 13-25                   |
| 16 december 2015 Palace of Sports, Minsk Speltid 1h:47 - Åskådare 1 850              | VK Minsk                      | 1 - 3 | 1. VC Wiesbaden                  | 18-25, 23-25, 27-25, 19-25                   |
| 17 december 2015 Spiroudome, Charleroi Speltid 1h:15 - Åskådare 450                  | Charleroi Volley              | 0 - 3 | Rote Raben Vilsbiburg            | 13-25, 18-25, 21-25 Golden set: 12-15        |
| 17 december 2015 Centre Sportif La Blancherie, Delémont Speltid 1h:18 - Åskådare 680 | Volleyball Franches-Montagnes | 3 - 0 | Hermes Volley Oostende           | 25-19, 25-21, 25-19                          |
| 16 december 2015 Sala Polivalentă, Târgoviște Speltid 1h:21 - Åskådare 1 000         | CSM Târgoviște                | 0 - 3 | İdmanocağı SK                    | 20-25, 19-25, 18-25                          |
| 17 december 2015 Green Hall, Kfar Saba Speltid 1h:28 - Åskådare 400                  | Hapoel Kfar Saba              | 3 - 0 | Kohila VK                        | 25-19, 25-10, 25-22 Golden set: 15-8         |
| 15 december 2015 Elenia Areena, Tavastehus Speltid 2h:15 - Åskådare 876              | HPK Naiset                    | 3 - 1 | Sm'Aesch Pfeffingen              | 25-16, 21-25, 25-19, 26-24 Golden set: 12-15 |
| 16 december 2015 Hala Sportova, Stara Pazova Speltid 1h:36 - Åskådare 950            | Jedinstvo Stara Pazova        | 1 - 3 | Saint-Cloud Paris Stade Français | 21-25, 25-17, 20-25, 16-25                   |
| 16 december 2015 SRC Veli Jože, Parenzo Speltid 1h:39 - Åskådare 200                 | OK Poreč                      | 0 - 3 | VK UP Olomouc                    | 14-25, 18-25, 19-25                          |
| 17 december 2015 Lapin Urheiluopisto, Rovaniemi Speltid 1h:51 - Åskådare 505         | Woman Volley                  | 2 - 3 | Team Eurosped                    | 25-12, 26-28, 16-25, 25-20, 8-15             |
| 16 december 2015 Sneker Sporthal, Sneek Speltid 1h:41 - Åskådare 750                 | VC Sneek                      | 1 - 3 | VK Zaretje Odintsovo             | 22-25, 8-25, 33-31, 14-25                    |

#### Kvalificerade lag
| - Team Eurosped - CSM București - Bursa BBSK - Volleyball Franches-Montagnes - Hapoel Kfar Saba - Asterix Kieldrecht - Volley-Ball Nantes - NUC Volleyball | - VK Zaretje Odintsovo - VK UP Olomouc - Saint-Cloud Paris Stade Français - Sm'Aesch Pfeffingen - Olympiakos SFP - İdmanocağı SK - Rote Raben Vilsbiburg - 1. VC Wiesbaden |

### Åttondelsfinaler

#### Match 1
| 19 januari 2016 Bursa Atatürk Spor Salonu, Bursa Speltid 1h:54 - Åskådare 500             | Bursa BBSK                    | 3 - 1 | Volley-Ball Nantes               | 22-25, 25-22, 25-12, 25-19        |
| 21 januari 2016 Halle de Sports de la Riveraine, Neuchâtel Speltid 1h:56 - Åskådare 1 050 | NUC Volleyball                | 2 - 3 | Asterix Kieldrecht               | 17-25, 10-25, 25-20, 26-24, 14-16 |
| 20 januari 2016 Melina Merkourī Hall, Rentis Speltid 1h:19 - Åskådare 360                 | Olympiakos SFP                | 3 - 0 | CSM București                    | 25-23, 25-16, 25-11               |
| 20 januari 2016 Ballsporthalle, Vilsbiburg Speltid 2h:03 - Åskådare 759                   | Rote Raben Vilsbiburg         | 2 - 3 | 1. VC Wiesbaden                  | 23-25, 25-19, 16-25, 25-23, 14-16 |
| 21 januari 2016 Centre Sportif La Blancherie, Delémont Speltid 1h:12 - Åskådare 850       | Volleyball Franches-Montagnes | 0 - 3 | İdmanocağı SK                    | 13-25, 16-25, 22-25               |
| 21 januari 2016 Green Hall, Kfar Saba Speltid 2h:10 - Åskådare 700                        | Hapoel Kfar Saba              | 2 - 3 | Sm'Aesch Pfeffingen              | 20-25, 21-25, 26-24, 25-11, 10-15 |
| 20 januari 2016 Univerzita Palackého, Olomouc Speltid 2h:12 - Åskådare 850                | VK UP Olomouc                 | 3 - 2 | Saint-Cloud Paris Stade Français | 27-25, 19-25, 26-24, 19-25, 15-8  |
| 20 januari 2016 IISPA Almelo, Almelo Speltid 1h:10 - Åskådare 250                         | Team Eurosped                 | 0 - 3 | VK Zaretje Odintsovo             | 15-25, 22-25, 20-25               |

#### Match 2
| 26 januari 2016 Palais des Sports de Beaulieu, Nantes Speltid 2h:03 - Åskådare 3700   | Volley-Ball Nantes               | 1 - 3 | Bursa BBSK                    | 24-26, 26-24, 10-25, 22-25                   |
| 27 januari 2016 De Meerminnen, Beveren Speltid 1h:13 - Åskådare 300                   | Asterix Kieldrecht               | 3 - 0 | NUC Volleyball                | 25-19, 25-16, 25-19                          |
| 27 januari 2016 Elite & Performance Sport Hall, Bukarest Speltid 2h:00 - Åskådare 600 | CSM București                    | 3 - 1 | Olympiakos SFP                | 25-18, 25-18, 14-25, 25-15 Golden set: 15-13 |
| 27 januari 2016 Sporthalle Einheit, Wiesbaden Speltid 1h:57 - Åskådare 1425           | 1. VC Wiesbaden                  | 3 - 2 | Rote Raben Vilsbiburg         | 18-25, 25-18, 25-15, 22-25, 15-12            |
| 27 januari 2016 Trabzon 19 Mayıs Spor Salonu, Trabzon Speltid 1h:08 - Åskådare 400    | İdmanocağı SK                    | 3 - 0 | Volleyball Franches-Montagnes | 25-20, 25-13, 25-21                          |
| 27 januari 2016 MZH Löhrenacker, Aesch Speltid 1h:45 - Åskådare 880                   | Sm'Aesch Pfeffingen              | 3 - 1 | Hapoel Kfar Saba              | 22-25, 25-14, 25-21, 25-23                   |
| 26 januari 2016 Salle Marcadet, Paris Speltid 1h:35 - Åskådare 70                     | Saint-Cloud Paris Stade Français | 3 - 1 | VK UP Olomouc                 | 21-25, 25-8, 25-14, 25-17                    |
| 27 januari 2016 Volleyball-Sports Complex, Odintsovo Speltid 1h:02 - Åskådare 500     | VK Zaretje Odintsovo             | 3 - 0 | Team Eurosped                 | 25-23, 25-7, 25-14                           |

#### Kvalificerade lag
- CSM București
- Bursa BBSK
- Asterix Kieldrecht
- VK Zaretje Odintsovo
- Saint-Cloud Paris Stade Français
- Sm'Aesch Pfeffingen
- İdmanocağı SK
- 1. VC Wiesbaden

### Kvartsfinaler

#### Match 1
| 9 februari 2016 De Meerminnen, Beveren Speltid 1h:18 - Åskådare 320               | Asterix Kieldrecht   | 0 - 3 | Bursa BBSK                       | 13-25, 20-25, 22-25               |
| 9 februari 2016 Sporthalle Einheit, Wiesbaden Speltid 1h:17 - Åskådare 1 600      | 1. VC Wiesbaden      | 0 - 3 | CSM București                    | 20-25, 22-25, 21-25               |
| 10 februari 2016 MZH Löhrenacker, Aesch Speltid 1h:18 - Åskådare 1 200            | Sm'Aesch Pfeffingen  | 0 - 3 | İdmanocağı SK                    | 15-25, 14-25, 15-25               |
| 9 februari 2016 Volleyball-Sports Complex, Odintsovo Speltid 1h:59 - Åskådare 950 | VK Zaretje Odintsovo | 3 - 2 | Saint-Cloud Paris Stade Français | 25-21, 20-25, 27-29, 25-20, 15-11 |

#### Match 2
| 24 februari 2016 Bursa Atatürk Spor Salonu, Bursa Speltid 1h:47 - Åskådare 300         | Bursa BBSK                       | 3 - 1 | Asterix Kieldrecht   | 25-17, 16-25, 25-18, 25-22 |
| 24 februari 2016 Elite & Performance Sport Hall, Bukarest Speltid 1h:16 - Åskådare 350 | CSM București                    | 3 - 0 | 1. VC Wiesbaden      | 25-20, 25-14, 25-22        |
| 24 februari 2016 Trabzon 19 Mayıs Spor Salonu, Trabzon Speltid 1h:16 - Åskådare 650    | İdmanocağı SK                    | 3 - 0 | Sm'Aesch Pfeffingen  | 27-25, 25-18, 25-23        |
| 24 februari 2016 Salle Marcadet, Paris Speltid 1h:19 - Åskådare 500                    | Saint-Cloud Paris Stade Français | 0 - 3 | VK Zaretje Odintsovo | 24-26, 23-25, 22-25        |

#### Kvalificerade lag
- CSM București
- Bursa BBSK
- VK Zaretje Odintsovo
- İdmanocağı SK

### Semifinaler

#### Match 1
| 9 mars 2016 Bursa Atatürk Spor Salonu, Bursa Speltid 1h:48 - Åskådare 610       | Bursa BBSK           | 1 - 3 | CSM București | 18-25, 25-16, 23-25, 22-25        |
| 9 mars 2016 Volleyball-Sports Complex, Odintsovo Speltid 1h:53 - Åskådare 1 000 | VK Zaretje Odintsovo | 2 - 3 | İdmanocağı SK | 13-25, 25-14, 25-21, 20-25, 13-15 |

#### Match 2
| 13 mars 2016 Elite & Performance Sport Hall, Bukarest Speltid 1h:13 - Åskådare 1 000 | CSM București | 3 - 0 | Bursa BBSK           | 25-22, 25-14, 25-14 |
| 13 mars 2016 Trabzon 19 Mayıs Spor Salonu, Trabzon Speltid 1h:21 - Åskådare 700      | İdmanocağı SK | 3 - 0 | VK Zaretje Odintsovo | 25-18, 25-24, 25-22 |

#### Kvalificerade lag
- CSM București
- İdmanocağı SK

### Final

#### Match 1
| 30 mars 2016 Elite & Performance Sport Hall, Bukarest Speltid 1h:35 - Åskådare 600 | CSM București | 3 - 1 | İdmanocağı SK | 20-25, 25-16, 25-16, 25-15 |

#### Match 2
| 3 april 2016 Trabzon 19 Mayıs Spor Salonu, Trabzon Speltid 1h:43 - Åskådare 1 500 | İdmanocağı SK | 1 - 3 | CSM București | 23-25, 13-25, 25-20, 20-25 |

#### Mästare
- CSM București